# Каратерек (Уаліхановський район)
Каратере́к (каз. Қаратерек) — село у складі Уаліхановського району Північноказахстанської області Казахстану. Адміністративний центр Каратерецького сільського округу.
Населення — 181 особа (2021; 497 у 2009, 853 у 1999, 1346 у 1989).
Національний склад станом на 1989 рік:
- казахи — 60 %.

До 2000 року село називалось Херсонське.